# King Levinsky

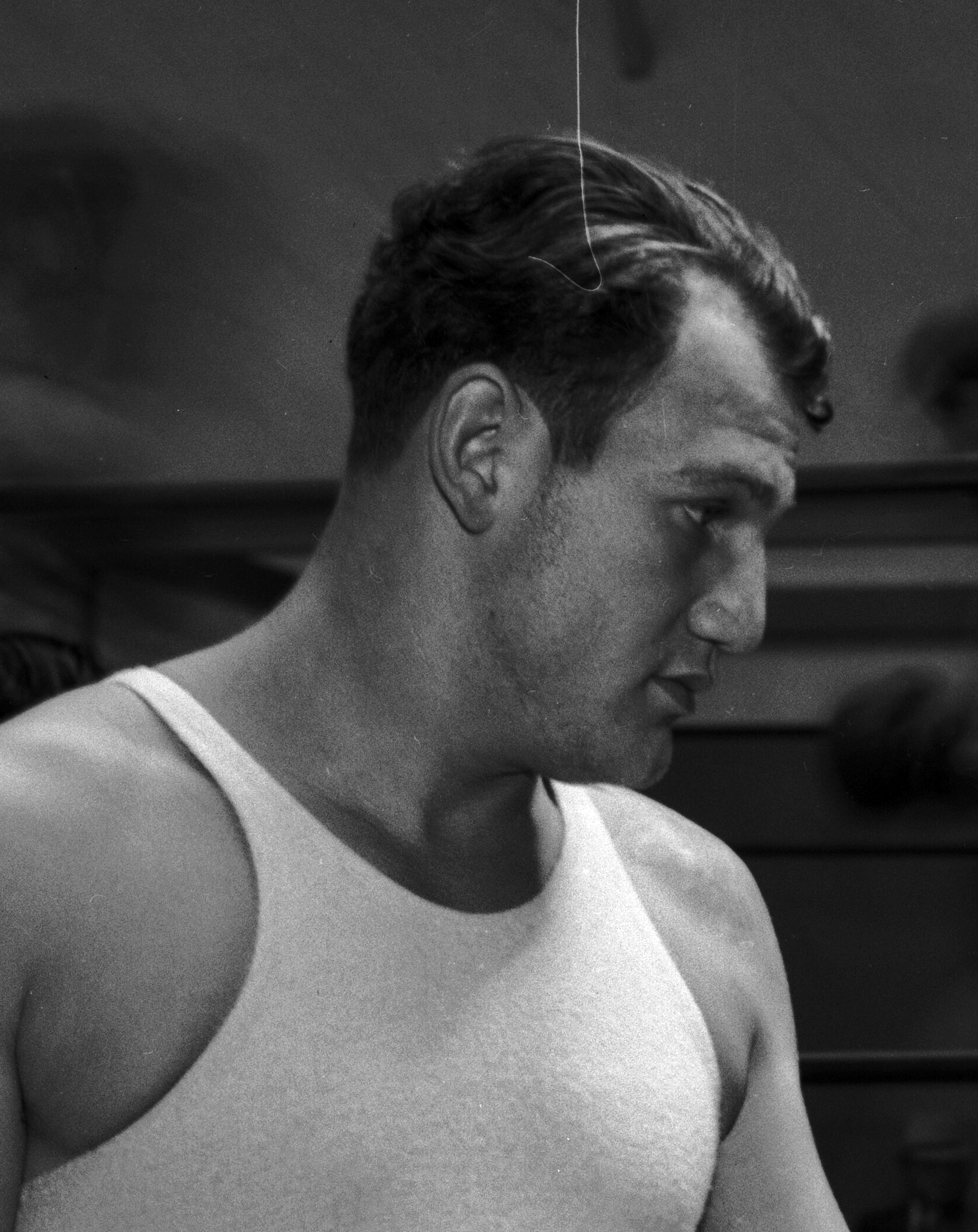
King Levinsky (1934)

King Levinsky (auch Kingfish Levinsky oder Fishking Levinsky; * 10. September 1910 in New York; † 30. September 1991 in Chicago) war ein US-amerikanisch-jüdischer Schwergewichtsboxer der 1930er-Jahre.

## Leben
Levinsky wurde als Hershel bzw. Harris Kraków geboren und entstammte der Fischverkäufer-Familie Kraków, die auf der Maxwell Street im Judenquartier Chicagos ihr Geschäft hatte. Auch wenn er nie einen Titel gewann, kämpfte er doch (und gewann auch zuweilen) gegen die Top-Boxer seiner Zeit (u. a. Jack Sharkey, Tommy Loughran, Primo Carnera, Max Baer).
Seine boxerischen Qualitäten wurden klar von seinen Fähigkeiten als Entertainer und Geschäftsmann übertroffen, der aus den Kämpfen das finanzielle Maximum herausholte. So schreibt das „Time Magazine“ im Mai 1932:
„If you defined the efficiency of a prize-fighter by his ability in the ring, (‚Kingfish Levinsky‘) would not rate better than tenth among U. S. heavyweights. Last year he had 15 fights, won only eight. If you defined efficiency as a fighter's ability to earn money at his trade, Kingfish Levinsky might rank as best fighter in the U. S. In the last 15 months, gates at his fights with Slattery, Griffiths, Camera, Paulino and an exhibition bout against Jack Dempsey have amounted to $254,124.68. He may this year earn more than Schmeling, Sharkey, Dempsey, Camera or Schaaf. Kingfish Levinsky's earning power is due partly to an engaging slapstick manner in the ring, an engaging entourage... It is due partly to the fact that most of Levinsky's fights have been in Chicago, where everyone knows that he grew up on the West Side and entered the fish-peddling business with a pushcart on Maxwell Street.“
Eine Zeit lang wurde Levinsky von seiner Schwester Lena Kraków gemanagt, die unter dem Namen „Leapin Lena“ als schillernde Figur bekannt war, fluchen konnte wie ein Seemann und ihren Bruder während seiner Kämpfe lautstark anfeuerte.
Nach seiner aktiven Zeit konnte man Levinsky dann auf Miami Beachs Straßen sehen, wo er als Ex-Preis-Boxer, ein „Punch drunk“ (Dementia pugilistica), gezwungen war, Krawatten und Armbanduhren zu verkaufen. Vor dem ersten Kampf von Cassius Clay gegen Sonny Liston 1964 erklärte er Cassius Clay, er habe gegen Liston keine Chance, aber das mache nichts, sie könnten dann nach dem Kampf gemeinsam Krawatten verkaufen; das war kurz bevor Clay die Weltöffentlichkeit in Staunen versetzte, Liston schlug und Schwergewichtsweltmeister wurde.
Levinsky war 1934 für rund fünf Wochen mit der Stripteasetänzerin Roxane Sand verheiratet.